# カトリーヌ・フリュールント
カトリーヌ・フリュールント（Katrine Fruelund、1978年 - ）は、デンマークの女子ハンドボール選手。

## 業績

### クラブ
- Damehåndboldligaen:
  - 受賞: 2000, 2001, 2002, 2004, 2012年
  - 銀メダル：2010、2011年
- Landspokalturneringen:
  - 受賞:2003年
- Bundesliga：
  - 受賞:2006年
- DHB-Pokal:
  - 受賞:2006年
- EHF Cup:
  - 受賞:2004年、2010年
- EHF Champions League:
  - ファイナリスト:2001年

### 国際
- オリンピック:
  - 受賞:2000年、2004年
- ヨーロッパ選手権:
  - 受賞:2002年
  - 銀メダリスト:1998年